# Vladimir Rodić
Vladimir Rodić, född 7 september 1993 i Belgrad, är en serbisk-montenegrinsk fotbollsspelare som spelar för Östers IF i Allsvenskan.

## Karriär
I juli 2015 skrev Rodić kontrakt med Malmö FF i Allsvenskan till och med säsongen 2018. Han debuterade från start på bortaplan mot Örebro i juli 2015 och gjorde sitt första mål i MFF:s tröja i sin andra match, hemmamatchen mot GIF Sundsvall den 25 juli. I nästa hemmamatch, returmötet i Champions Leaguekvalet mot Red Bull Salzburg den 5 augusti, gjorde han det avgörande 3-0-målet, som tog MFF till playoff.
Sommaren 2016 såldes han till den turkiska klubben Kardemir Karabükspor. Den 31 augusti 2017 värvades Rodić av danska Randers FC. Den 31 januari 2018 värvades Rodić av Silkeborg IF, där han skrev på ett 3,5-årskontrakt.
Den 7 augusti 2018 värvade Hammarby IF Rodić från Silkeborg IF, han skrev då på ett kontrakt som sträcker sig över 3,5 år. Han blev även klubbens dyraste värvning i historien. Den 5 oktober 2020 lånades Rodić ut till norska Odds BK på ett låneavtal över resten av säsongen.
Den 26 februari 2022 gick Rodić på fri transfer till Östers IF, där han skrev på ett tvåårskontrakt. I januari 2024 offentliggjorde Öster att Rodić skrivit på ett nytt kontrakt som sträcker sig över säsongen 2025.